# The Jungle Stockade
The Jungle Stockade è un cortometraggio muto del 1915 diretto da Tom Santschi.

## Produzione
Il film fu prodotto dalla Selig Polyscope Company.

## Distribuzione
Distribuito dalla General Film Company, il film - un cortometraggio in una bobina - uscì nelle sale cinematografiche statunitensi il 17 aprile 1915.